# Jarobeám I.
Jarobeám I. byl prvním králem Severního izraelského království, které vzniklo po smrti krále Šalomouna a rozpadu jeho království. Jméno Jarobeám (hebrejsky: יָרָבְעָם‎ Jarov'am), v českých překladech Bible přepisováno též jako Jeroboám či Jeroboam, se vykládá různě, a to od „Ať se Příbuzný ukáže velkým“ až po „Svár lidu“. Dle názoru moderních historiků a archeologů král Jarobeám I. vládl asi v letech 931 až 909 př. n. l. Podle kroniky Davida Ganse by však jeho kralování mělo spadat do let 2964–2985 od stvoření světa neboli do rozmezí let 798–776 před naším letopočtem, což odpovídá 22 letům vlády, jak je uvedeno v První knize králů.

## Život
Jarobeám I. rodově příslušel ke kmeni Efrajim. Jeho otec se jmenoval Nebat a matka Serúa. Předtím, než se Jarobeám stal králem, působil u Šalomounova dvora jako správce řemeslníků. Podle židovské tradice patřil k žákům proroka Achijáše. Když Jarobeám viděl, jak Šalomoun nechal zazdít část jeruzalémských hradeb, kudy vcházeli poutníci k Chrámu, a to jen proto, že chtěl postavit výstavní sídlo pro svou manželku, egyptskou princeznu, odvážil se krále veřejně kritizovat. Za tuto kritiku Jarobeám získal skrze proroka Achijáše od Hospodina příslib královské koruny a vlády nad deseti izraelskými kmeny, kdežto král Šalomoun tuto kritiku vnímal jako vzpouru a usiloval o jeho smrt. Proto Jarobeám uprchl do Egypta a bezpečný azyl našel u faraóna Šíšaka, u něhož setrval až do Šalomounovy smrti.
Po smrti Šalomouna se Jarobeám vrátil na území Izraele a stává se mluvčím obyvatel izraelského království, kteří žádají Rechabeáma, nástupce krále Šalomouna, o úlevy v nucených pracích. Jenže Rechabeám nechtěl o žádných úlevách ani slyšet. Na radu mladíků, kteří s ním vyrostli a byli v jeho službách, dokonce rozhodl o tom, že lidu nařídí ještě těžší službu. Když se o tom obyvatelstvo deseti kmenů doslechlo, vzbouřilo se a ustanovili nad sebou za krále Jarobeáma. Ten si zvolil za své sídlo nejprve Šekem, poté jím zřejmě byla Tirsa. Aby upevnil svou moc a omezil možný vliv Judského království, nechal zhotovit dva zlaté býčky, které prohlásil za bohy Izraele. Jednoho býčka umístil v Bét-elu a druhého v Danu. Tak zavedl ve svém království modloslužbu jako alternativu k chrámové bohoslužbě v Jeruzalémě, čímž se dopustil „hříchu, jímž svedl k hříchu Izraele“. Tím podle Talmudu ztratil podíl na budoucím světě.
Ke konci své vlády Jarobeám svedl bitvu s judským králem Abijámem neboli Abijášem, v níž byl poražen, což způsobilo značné oslabení jeho moci. Jarobeám měl syna Abijáše, který zemřel v mladém věku ještě za jeho života, a Nádaba, který se stal jeho nástupcem v královském úřadu. 